# Svartskylle
Svartskylle är ett naturreservat i Ystads kommun i Skåne län.
Området är naturskyddat sedan 2005 och är 80 hektar stort. Reservatet bildar tillsammans med reservaten Ållskog och Skoghejdan av en stor naturbetesmark och som här bildar småvatten där grodor och vattensalamandrar trivs.

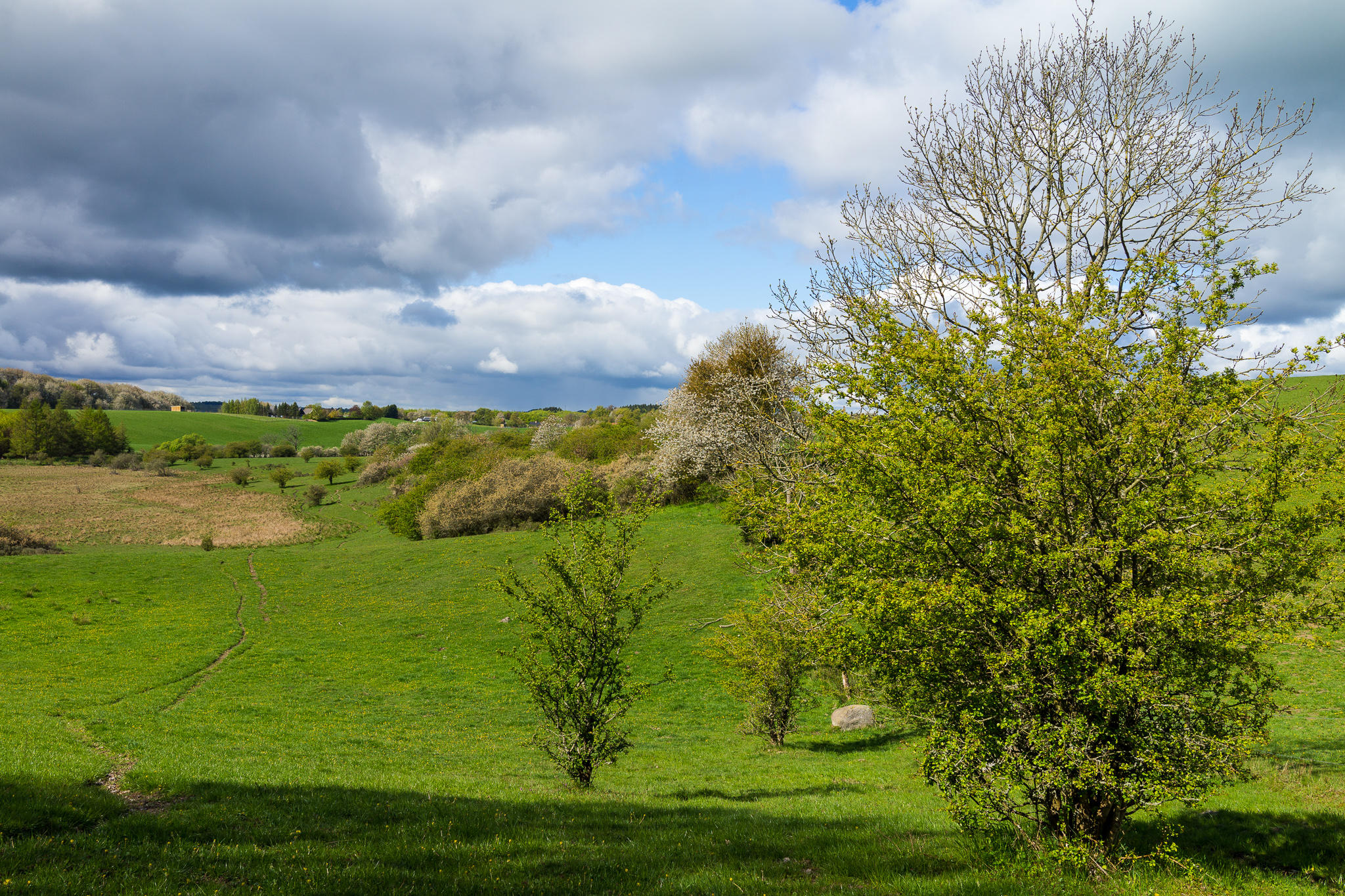
Svartskylle naturreservat på våren